# Стрелков, Игорь Иванович
И́горь Все́володович Ги́ркин (род. 17 декабря 1970, Москва, РСФСР, СССР), также известный как И́горь Ива́нович Стрелко́в — российский военный и политический деятель, публицист, военный эксперт, военный блогер, критик министерства обороны Российской Федерации. Сотрудник органов ФСБ России (1996—2013). Является одним из виновников уничтожения малайзийского Боинга и гибели 298 человек, находившихся на борту, за что был заочно приговорён к пожизненному заключению в Нидерландах.
Стрелков получил широкую известность как активный участник войны на востоке Украины, военный и политический деятель подконтрольной России Донецкой Народной Республики. В течение нескольких месяцев руководил бойцами во время боевых действий в городе Славянске, а позднее возглавлял вооружённые формирования в Донецке. С 12 мая по 14 августа 2014 года — командующий вооружёнными силами Донецкой Народной Республики, с 16 мая по 14 августа — министр обороны ДНР, с 6 июля объявил себя военным комендантом Донецка. По его собственной оценке, его действия сыграли решающую роль в перерастании событий в Донбассе в вооружённый конфликт. После ухода с поста министра обороны покинул территорию Донбасса. Вёл общественную деятельность, часто выступая с критическими комментариями в адрес руководства ДНР и ЛНР, а также политики России в отношении Украины.
Украинские власти и ряд правозащитных организаций обвиняют Стрелкова в совершении военных преступлений. 17 ноября 2022 года Окружной суд Гааги признал Игоря Гиркина виновным в крушении самолёта Boeing 777 и приговорил его к пожизненному заключению.
Руководитель общественного движения «Новороссия» с 2014 года. Военный пенсионер. Придерживается националистических, монархических взглядов и идеологии Белого движения.
25 января 2024 года в России был приговорён к четырём годам колонии за два сообщения, которые суд посчитал экстремистcкими. Реальной причиной была, по предположению СМИ, критика Гиркиным военного руководства и, в частности, президента РФ В. В. Путина.

## Биография
Игорь Всеволодович Гиркин родился 17 декабря 1970 года в Москве в семье Всеволода Игнатьевича Гиркина и Аллы Ивановны Гиркиной (в девичестве Рунова). Оба деда Игоря Гиркина участвовали в Великой Отечественной войне. Учился в московской средней школе № 249. С детства интересовался историей.

### Увлечение военной реконструкцией
С сентября 1989 года увлекается военной реконструкцией и историей Белого движения, до этого увлекался археологией.
В мае 1996 года был зачислен в состав Дроздовского объединения в чине унтер-офицера.
Игорь Гиркин известен в среде военно-исторических реконструкторов Москвы.

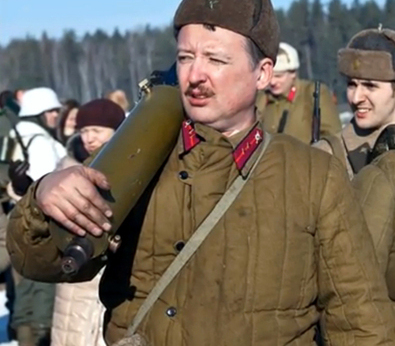
Игорь Гиркин на исторической реконструкции, 2013 год

Руководил клубом (группой реконструкторов из семи человек) «Сводная пулемётная команда», сформированным на базе военно-исторического клуба «Московский драгунский полк», принимавшим участие в военно-исторических и военно-патриотических фестивалях. Принимал участие в таких реконструкциях, как «Война 1916 года» (2009), фестиваль «Памяти Гражданской войны» (2010), «Гражданская война на Юге России», «Доблесть и гибель русской гвардии». Участвовал в реконструкциях на Украине. Состоял в военно-историческом клубе «Марковцы».

### Участие в Приднестровской и Боснийской войнах
15 июня 1992 года Игорь Гиркин окончил Московский государственный историко-архивный институт, однако профессии историка предпочёл карьеру военного и вместе со своим другом-реконструктором Андреем Цыгановым, заранее нелегально купив две винтовки образца 1891 года, вечером 16 июня поездом из Москвы убыл добровольно воевать в Приднестровье; утром 18 июня прибыл на железнодорожную станцию Тирасполя.
Во время службы в рядах казаков-черноморцев Гиркин неоднократно ходил в разведку. По его инициативе бойцы соорудили свой первый «танк», обшив стальными листами бульдозер; этот бульдозер смог перевернуть молдавский бронетранспортёр, после чего экипаж бронемашины бежал, а у казаков-черноморцев в распоряжении оказался собственный БТР-70. По словам своего товарища по войне в Приднестровье, участвовал в задержании группы диверсантов во главе с румынским инструктором, которые пытались взорвать плотину Дубоссарской ГЭС.
С ноября 1992 года по март 1993 года воевал в русском добровольческом отряде в Боснии и в бригадах Войска Республики Сербской. Там он получил от сербов прозвище «царский офицер» за монархические взгляды и манеры, характеризовавшие офицеров Российской империи прошлого. Воевал у городов Вишеград и Прибой. В конце 1990-х годов Гиркин опубликовал автобиографический «Боснийский дневник».

### Служба в Вооружённых силах России и ФСБ
В 1993—1994 годах проходил срочную службу в Вооружённых Силах Российской Федерации.
После завершения срочной службы в 1994 году остался служить по контракту на сержантских должностях: сначала — в составе мотострелковой бригады, затем — в качестве разведчика-дальномерщика взвода управления миномётного дивизиона.
В марте — октябре 1995 года служил в 166-й отдельной гвардейской мотострелковой Витебско-Новгородской дважды Краснознамённой бригаде, принимал участие в Первой чеченской войне. Далее служил в других регионах России до 1998 года. С 1998 года по 2005 год служил в частях специального назначения ФСБ: с 1998 года — в Дагестане, а c 1999 года — в Чечне. Участвовал в боевых действиях в Дагестане, а затем во Второй чеченской войне.
В августе 1999 года специальные корреспонденты газеты «Завтра» Александр Бородай и Гиркин подготовили репортаж из Кадарской зоны Дагестана о том, как спецназ МВД проводил «зачистку» нескольких сёл, где проживали ваххабиты.
По словам российского правозащитника Александра Черкасова, председателя совета правозащитного центра «Мемориал», Игорь Гиркин в 2001 году служил в 45-м отдельном разведывательном полку ВДВ (ныне 45-я отдельная гвардейская бригада специального назначения) в окрестностях села Хаттуни Веденского района Чечни.
В 2013 году уволился из ФСБ в звании полковника.

### Деятельность на пенсии
В 2013 году, после выхода в запас, несколько месяцев исполнял обязанности начальника службы безопасности инвестиционного фонда «Маршал-Капитал», тесно сотрудничавшего с газетой «Завтра» и с интернет-агентством «ANNA-News» Республики Абхазия. Фонд принадлежал российскому предпринимателю Константину Малофееву. В течение долгого времени представителем этого инвестиционного фонда также работал друг Игоря Гиркина — Александр Бородай, позднее ставший премьер-министром Донецкой Народной Республики.
В конце января 2014 года, согласно заявлениям Стрелкова, он, как руководитель службы безопасности Константина Малофеева, обеспечивал безопасность доставленных в Киев из Греции афонских святынь — Даров волхвов («я отвечал за безопасность всего этого процесса»); в то же время побывал и на Евромайдане — «с ознакомительными целями».

### Захват Крыма Россией
В феврале 2014 года во время Евромайдана Малофеев дважды отправлял Гиркина в Киев. После второго посещения Гиркин поехал в Крым. Во время аннексии Крыма в 2014 году руководил организованным Сергеем Аксёновым отрядом самообороны Крыма. По словам самого Стрелкова в интервью редактору газеты «Завтра» А. А. Проханову, в статусе советника С. В. Аксёнова. Отряд, включавший в том числе и добровольцев из России, блокировал и совместно с российскими военнослужащими без отличительных знаков захватывал объекты и части Вооружённых сил Украины. Отряд вооружился захваченным на украинских военных складах оружием. 18 марта 2014 года Игорь Стрелков руководил штурмом 13-го фотограмметрического центра в Симферополе. В ходе штурма погибли прапорщик ВСУ С. В. Кокурин и доброволец из Волгограда Р. В. Казаков.

### Война в Донбассе
Политологи Доминик Эйрел и Джесси Дрисколл на основе публикаций 2015 года делают вывод, что после захвата Крыма Сергей Аксёнов предложил Гиркину продолжить действовать на востоке Украины.

#### Участие в боевых действиях в Славянске
В ночь с 11 на 12 апреля Стрелков с 52 бойцами пересёк государственную границу Украины в районе Донецкой области. 12 апреля группа Стрелкова, назвавшаяся сторонниками Донецкой Народной Республики, захватила административные здания (милиция, горсовет) в городе Славянске Донецкой области, захватила оружие, распределились по городу, создав блокпосты, и объявили о переходе города под власть ДНР.
14 апреля в интернете появились записи радиоперехвата, обозначенные как переговоры сепаратистов, действующих на территории Юго-Востока Украины, в которых человек с позывным «Стрелок» рассказывает об успешной ликвидации сотрудников СБУ в районе Славянска. Человек с позывным «Стрелок» являлся одним из руководителей сепаратистов Игорем Стрелковым, а его собеседник — российский предприниматель Константин Малофеев.
16 апреля в районе Славянска сепаратистами были заблокированы подразделения 25-й Днепропетровской воздушно-десантной бригады ВДВ Вооружённых сил Украины. По информации, озвученной пресс-центром СБУ, изъятие оружия и шести единиц боевой техники (БТР-Д и БМД) у днепропетровских десантников производилось под руководством Стрелкова. Также СБУ утверждает, что Стрелков принимал участие в вербовке военнослужащих аэромобильной бригады, в результате чего часть из них перешла на сторону сепаратистов.
26 апреля 2014 года Стрелков впервые дал интервью корреспондентам «Комсомольской правды», в котором описал последние события с участием своих подчинённых, их состав, мотивацию, а также обрисовал ближайшие цели и задачи подконтрольных ему сил.
По информации СМИ, 26 апреля временное руководство ДНР возложило на Стрелкова руководство блокпостами. Сам Стрелков был назван руководителем Народного ополчения Донбасса.
29 апреля Стрелков был включён в список лиц, в отношении которых были введены западные санкции — запрет на въезд и замораживание активов в ЕС. 20 июня он был включён в санкционный список США.
В мае Стрелков возглавил сепаратистов, оборонявших Славянск.

#### Казни в Славянске
В мае 2020 года Стрелков заявил в интервью украинскому журналисту Дмитрию Гордону, что лично отдал приказ расстрелять Юрия Поправку и Юрия Дяковского, которые, по словам Стрелкова, были членами «Правого сектора» и приехали в Славянск «в составе диверсионной группы» из пяти человек. Их тела со следами пыток были обнаружены в апреле 2014 года в реке Казённый Торец под Славянском.
Силовые ведомства Украины обвиняют организованную группу под руководством Вячеслава Пономарёва, включая Гиркина и Безлера, в убийстве депутата Горловки Рыбака и студента Поправко. Стрелков признал, что несёт общую ответственность за убийство депутата Горловского горсовета Владимира Рыбака, который пытался вернуть на здание Горловской мэрии флаг Украины.
Стрелков обвиняется в создании «военных трибуналов» — казнях в Славянске при участии по меньшей мере девяти помощников. Расследование Радио Свобода установило личности и сведения о семи из девяти человек, которые служили в «военных трибуналах» Гиркина в Славянске. Генеральная прокуратура Украины официально обвинила Гиркина в военных преступлениях за то, что он якобы заказал пытки и убийство Рыбака, Поправки и Дьяковского в апреле 2014 года.

#### Командующий армией Донецкой Народной Республики

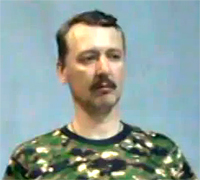
Игорь Стрелков в Славянске,
лето 2014 года

На другой день после состоявшегося 11 мая 2014 года референдума о самоопределении Донецкой Народной Республики был провозглашён её государственный суверенитет. В тот же день Игорь Стрелков заявил, что принял должность командующего вооружёнными силами ДНР, и объявил о введении режима контртеррористической операции (КТО). В изданном Стрелковым приказе содержался призыв к Российской Федерации «принять адекватные ситуации меры к защите населения ДНР, включая возможность ввода контингента миротворческих сил со стороны восточной границы». В нём также было заявлено, что «в рамках КТО все боевики украинских неонацистских группировок („Национальная гвардия“, „Правый сектор“, „батальон Ляшко“, „батальон Донбасс“ и др.) подлежат задержанию, разоружению, а в случае вооружённого сопротивления — уничтожаются на месте».
15 мая Верховный совет ДНР назначил Игоря Стрелкова главой Совета безопасности и министром обороны ДНР. 17 мая Игорь Стрелков записал видеообращение, в котором высказал недовольство пассивностью местного населения.
К маю 2014 года на территории Донецкой области выделялось 3 крупных сепаратистских подразделения: вооружённое крыло организации «Оплот» и свежесозданный батальон «Восток» в Донецке, «Русская православная армия» в Славянске. Тесно со Стрелковым была связана только последняя группа; и до момента назначения министром, и после него подчинение первых двух подразделений Стрелкову оставалось во многом номинальным.
По данным ряда источников, Стрелков боролся с мародёрством в своих подразделениях — так, 26 мая был опубликован его приказ, в котором извещалось, что два командира «народного ополчения» в Славянске были расстреляны по постановлению военно-полевого трибунала «за мародёрство, вооружённый грабёж, похищение человека, оставление боевых позиций и сокрытие совершённых преступлений, на основании Указа Президиума Верховного Совета СССР „О военном положении“ от 22 июня 1941 г.». В документе было заявлено: «Командование ополчением не позволит превратить свой тыл в поле криминального беспредела. Наказание за совершённые преступления будет неотвратимо, независимо от статуса и заслуг преступника».
Стрелков пытался создавать армию на традициях Русской императорской армии и христианских ценностях. В числе прочих мер им был издан приказ, запрещающий матерную брань среди бойцов, в котором говорилось: 

Мы называем себя православной армией и гордимся тем, что мы служим не золотому тельцу, а Господу нашему Иисусу Христу. …Матерная брань — это богохульство, которое всегда считалось тяжким грехом. …Невозможно русскому воину употреблять язык врага. Это духовно унижает нас и ведёт армию к поражению.
Ближайшими помощниками Стрелкова были лица, разделявшие его консервативные взгляды и идеологию Белого движения, — И. Б. Иванов — глава Русского общевоинского союза и И. М. Друзь — глава украинского отделения «Народного собора».

#### Отступление из Славянска и передислокация в Донецк
В ходе обороны Славянска руководство Российской Федерации не спешило оказывать военную помощь отряду Стрелкова. Канадский профессор Пол Робинсон (англ. Paul Robinson) писал в августе 2014 года, что отдельные лица в руководстве России активно противодействовали сепаратистам и даже рекомендовали Стрелкову «прикрыть лавочку».
В ночь на 5 июля 2014 года силы сепаратистов с колонной бронетехники и в сопровождении гражданских беженцев вырвались из окружённого украинскими силовиками Славянска и переместились в соседний Краматорск, откуда почти сразу же направились в Горловку и Донецк. Руководивший передислокацией Стрелков применил при этом отвлекающий манёвр (ложное движение в направлении Изюма), что позволило сепаратистам отойти с относительно небольшими потерями и вывести около 80 единиц тяжёлой техники. Вооружённые силы Украины в результате смогли 5—6 июля занять Славянск, Краматорск, Дружковку и Константиновку. По словам Стрелкова, Славянск покинуло 80—90 % техники, вооружения и личного состава сепаратистов, их семьи, а также лица, им помогавшие; он попросил у жителей Славянска извинения за то, что сепаратисты «не сумели отстоять город».
Пол Робинсон приводит в своей статье известное ему, но не подтверждённое независимыми источниками предположение, что Славянск был оставлен не только в связи с полным окружением, но и потому, что руководство России заключило сделку с украинским олигархом Ринатом Ахметовым о сдаче Донецка, в обмен на что Ахметов должен был оказать поддержку созданию автономной «Новороссии» в составе единой Украины, однако приход отрядов Стрелкова в Донецк помешал этим планам.
16 июля Стрелков, объявивший себя военным комендантом Донецка, в целях подготовки города к осаде ввёл в нём военное положение.
Стрелков является одним из трёх людей, признанных Окружным судом в Гааге виновными в сбитии 17 июля 2014 года рейса MH17 Malaysia Airlines над полями боев на востоке Украины, в результате которого погибли все 298 человек на борту.

#### Отставка и возвращение из Донбасса
По мнению Леонида Бершидского, Стрелков был слишком бескомпромиссным и одиозной фигурой для Путина, который больше не мог терпеть его нахождение во власти в Донбассе. Он был отстранён с поста «министра обороны ДНР» в августе 2014 года, когда помощник Путина Владислав Сурков стал «куратором» сепаратистских народных республик. 14 августа 2014 года Стрелков подал в отставку с поста министра обороны ДНР «в связи с переходом на другую работу». Его место занял Владимир Кононов. 15 августа глава ДНР Александр Захарченко сообщил, что Стрелков уходит в месячный отпуск, после которого у него «будут новые задания на территории Новороссии».  Сам Игорь Стрелков обвиняет в своей отставке Владислава Суркова.
11 сентября Стрелков дал интервью, в котором заявил, что не намерен возвращаться в Донбасс, а также призвал к политической поддержке президента Владимира Путина и к противодействию деятельности «пятой колонны» в России.
6 ноября в эфире радиостанции «Говорит Москва» Игорь Стрелков заявил, что «существование ДНР и ЛНР в их нынешнем виде» выгодно в первую очередь США, поскольку «это та язва, которая разъедает Россию и Украину, продолжая стравливать русский и украинский народы, как часть единого некогда народа». Тогда же в интервью изданию «Свободная пресса» Стрелков сказал, что подал в отставку, поскольку его «пребывание было признано нецелесообразным», а согласие на отставку было получено «путём определённого шантажа и прямого давления — путём прекращения поставок помощи с территории России».
20 ноября в интервью газете «Завтра» Игорь Стрелков заявил, что без его участия сепаратисты в Донбассе не перешли бы к активным действиям и протестные движения были бы подавлены.

Спусковой крючок войны всё-таки нажал я. Если бы наш отряд не перешёл границу, в итоге всё бы кончилось, как в Харькове, как в Одессе. Было бы несколько десятков убитых, обожжённых, арестованных. И на этом бы кончилось.
— «Завтра»
20 ноября было опубликовано интервью Александра Бородая, в котором он утверждал, что Игорь Стрелков незадолго до своей отставки собирался оставить Донецк и вывести подчиняющиеся ему силы в Российскую Федерацию, однако этот приказ был отменён Антюфеевым. Сам Стрелков наличие приказа не подтверждал, но признавал, что в наиболее критический момент — дни прорыва украинских сил к Шахтёрску, разуверившись в том, что помощь из России придёт, задумался об оставлении Донецка и отдал приказ приготовить штаб к эвакуации, а также приказал готовиться к эвакуации гарнизону города Горловка, который должен был прикрывать отход из Донецка, однако комендант Горловки[кто?] с позывным «Боцман» приказу не подчинился. После изучения обстановки в Шахтёрске, где гарнизоном успешно командовал Кононов, и общения с людьми Стрелков принял решение не оставлять Донецк.

### Общественное движение «Новороссия»
С 2014 года возглавляет общественное движение «Новороссия», занимающееся гуманитарной помощью и поставками амуниции и обмундирования для военнослужащих ДНР, а также помощью пострадавшим от действий властей Донецкой и Луганской народных республик. В интервью заявил:
У человечества мало опыта в том, что касается демократии, зато много — в отношении монархии. Я сторонник ортодоксальной монархии. Любая авторитарная форма правления оптимальна для России. Она соответствует нашей культуре и экономическим реалиям.
28 октября 2015 года в СМИ появилась информация, согласно которой Игорь Стрелков не исключил создания политической партии, во главе которой мог бы встать и он сам. Структура, согласно статье в «Коммерсанте», должна быть оппозиционной к Владимиру Путину и должна ответить на приток мигрантов и связанную с этим «угрозу новой фашизации».

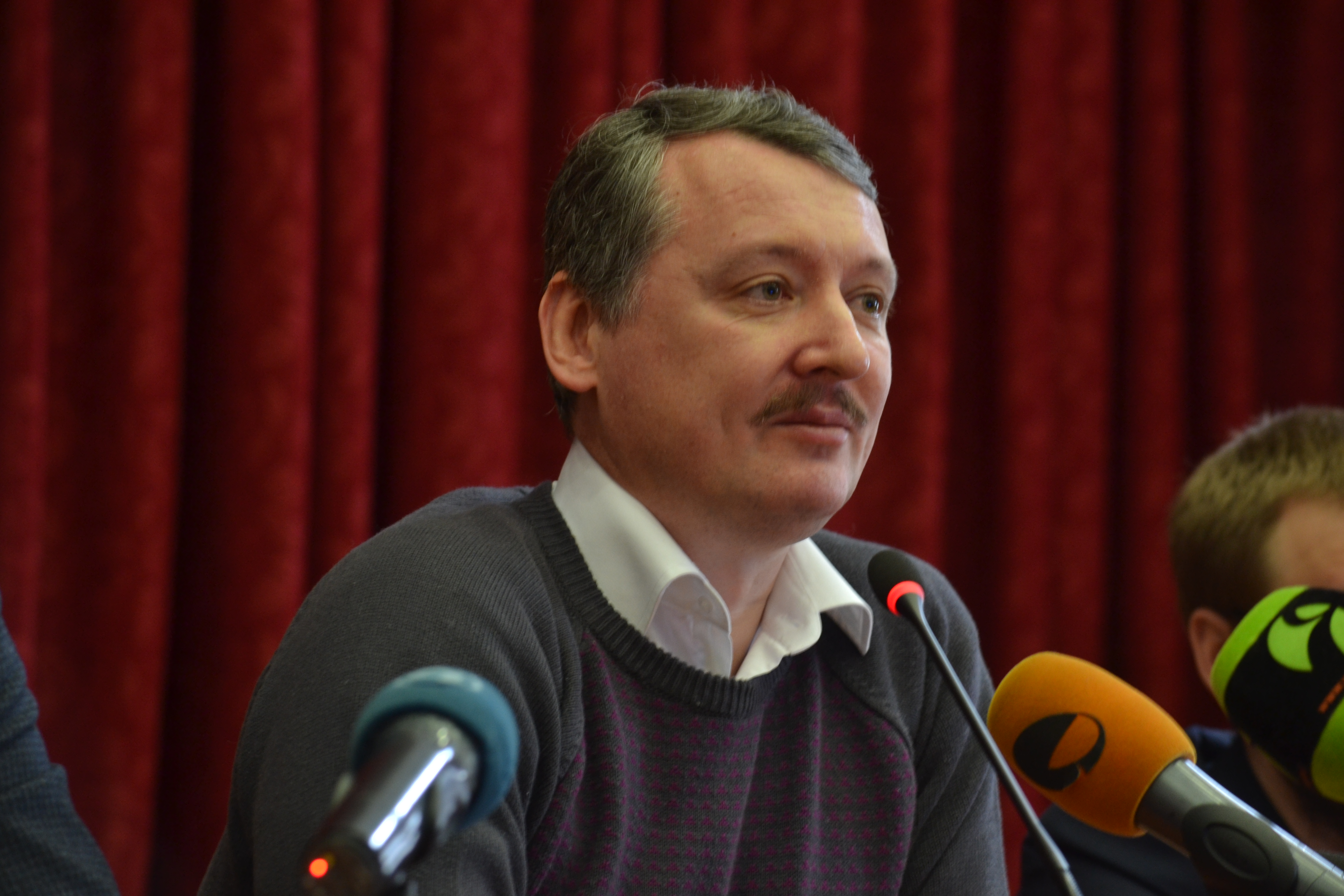
Игорь Стрелков в Екатеринбурге,
14 марта 2015 года

Во время общероссийского антитеррористического форума защитников Отечества, который прошёл в Москве 14—15 ноября 2015 года, Стрелков заявил, что в настоящий момент Россия воюет на два фронта: в Сирии и на Украине. Он также не исключил обострения ситуации в Средней Азии, грозящего внутренними беспорядками в России.

Естественно, что Россия воюет в той или иной степени на Донбассе и будет воевать. Весь мир об этом знает. Только для внутреннего потребления у нас пытаются народу объяснить, что никакой войны нет и что мы не воюем, а воюют какие-то там народные республики, которые якобы ещё и самостоятельные. Пора наконец откровенно сказать в лицо, что Россия ведёт там войну и что эту войну нам необходимо выиграть.
Являлся одним из инициатором создания в 2015 году «Комитета 25 января», куда также вошли представители «Другой России», националистические деятели и блогеры патриотической направленности. Позже организация была преобразована в Общерусское национальное движение, к октябрю 2016 года была создана декларация, дорабатывались устав и дополнения по социально-экономической политике.
Перед парламентскими выборами 18 сентября 2016 года Стрелков выступил на съезде партии «Коммунисты России», однако ни одна партия так и не предложила ему выдвижения.
18 мая 2020 года прошло интервью Дмитрию Гордону. Это вызвало реакцию украинских националистов, которые тем же вечером вандализировали оскорбительными надписями вход в жилище Гордона, в результате чего Гордон ночью выпустил экстренное видеообращение, заявив, что интервью проводилось при содействии СБУ, и флешка с этим интервью, так же, как и с предыдущим интервью с Натальей Поклонской, отправлена в суд Гааги как улика о военных преступлениях. Интервью вызвало широкий общественный резонанс, несмотря на то, что упоминание Стрелкова запрещено в федеральных СМИ, а также привело к ряду дальнейших интервью с обоими участниками, зачастую в саркастическом стиле. Александр Бородай в ответ на критику его Стрелковым дал встречное интервью с резкой критикой и обвинением в том, что Стрелков бросил жену с детьми-инвалидами в сарае в Ростовской области, а сам с будущей молодой супругой, бывшей танцовщицей донецкого ночного клуба, въехал в московскую квартиру.
1 июня 2020 года его аккаунт в Instagram был заблокирован. Причиной этому Стрелков назвал свой комментарий в защиту схиигумена Сергия (Романова), резко критиковавшего карантинные ограничения в период пандемии COVID-19. 10 марта 2022 года был заблокирован ютуб-канал Игоря Стрелкова, насчитывавший около 160 тыс. подписчиков.

### Клуб рассерженных патриотов
1 апреля 2023 года Стрелков объявил о создании «Клуба рассерженных патриотов» или «КРП». Среди участников клуба: Павел Губарев, Виктор Алкснис, Максим Калашников и Евгений Михайлов.

### Участие в российском вторжении в 2022—2023 годах
В постах Гиркина о ситуации на Украине звучали призывы хотя бы частично мобилизовать военных. В связи с частыми призывами в социальных сетях к мобилизации в апреле 2022 года Игорь Стрелков стал героем интернет-мемов.

#### Сообщения о задержании
13 августа 2022 года ряд Telegram-каналов сообщил о том, что Стрелков якобы был задержан на территории Республики Крым при попытке попасть в зону боевых действий. Также была опубликована фотография Стрелкова без усов и его поддельного паспорта на имя Сергея Викторовича Рунова. О задержании Игоря Стрелкова сообщил его соратник Александр Жучковский. В заявлении, опубликованном в Telegram'е, он отметил, что Гиркин «действительно пытался попасть на фронт, но был задержан в Крыму». Жучковский писал, что при этом Стрелков не ставил перед собой никаких политических целей, а лишь лично собрался принять участие в боевых действиях.
Позже Гиркин опроверг заявления о задержании, при этом заявив, что не исключает своего появления на фронте в дальнейшем: «В КПЗ не был и не планирую. На фронте я рано или поздно буду непременно (эта война, как я и предупреждал заранее, будет долгой и тяжёлой). Но не прямо сейчас». По словам Алексея Арестовича, вскоре после задержания Игоря Гиркина отпустили и разрешили выехать в Херсонскую область.
В связи с этим событием Игорь Стрелков вновь стал героем интернет-мемов.

#### Попытка участия в войне
14 и 15 октября 2022 года появились сообщения, что Стрелков был отправлен в зону боевых действий как глава штаба или замкомандира батальона. Позднее, 18 октября 2022 года, Стрелков подтвердил эту информацию в своём Телеграм-канале.
19 октября 2022 года Главное управление разведки Украины объявило награду в 100 тысяч долларов за пленение Стрелкова (запись об этом появилась в официальном Телеграм-канале ведомства).
5 декабря 2022 года сообщил о возвращении в Москву, так как официально не числился в личном составе полка, хотя и носил оружие и боеприпасы, а также выезжал в прифронтовую зону.

## Уголовные преследования

### Генеральная прокуратура Украины
Средства массовой информации Украины сообщили, что 15 апреля 2014 года СБУ возбудила уголовное производство по фактам «организации гражданином Российской Федерации Стрелковым умышленного убийства и совершения действий в ущерб суверенитету, территориальной целостности и неприкосновенности Украины, проведения диверсионно-подрывной деятельности, а также организации массовых беспорядков на территории восточных регионов нашего государства».
21 мая 2014 года Генеральная прокуратура Украины открыла в отношении Игоря Гиркина уголовное производство по подозрению в создании террористической группы или террористической организации (ч. 1 ст. 258-3), организации массовых беспорядков (ч. 1 ст. 294), совершении теракта (ч. 1 ст. 258).
Генеральная прокуратура Украины инкриминирует Стрелкову то, что он «в течение марта — апреля 2014 года для совершения терактов на Украине создал террористическую группу, руководил её деятельностью, организовал массовые беспорядки в Харьковской, Луганской, Донецкой областях, Автономной Республике Крым, сопровождавшиеся насилием в отношении граждан, а также погромами, поджогами, уничтожением имущества, захватом зданий и сооружений», а также «совершил террористический акт, приведший к гибели людей и другим тяжким последствиям».

### Сбитие Boeing 777 17 июля 2014 года
Против Стрелкова был подан коллективный иск от 25 родственников погибших в ходе катастрофы Boeing 777, произошедшей 17 июля 2014 года. Истцы (в том числе 10 граждан Нидерландов) утверждали, что Стрелков несёт ответственность за гибель пассажиров и экипажа этого самолёта. 21 декабря 2017 года Окружной суд Северного округа Иллинойса удовлетворил иск, присудив взыскать с Игоря Стрелкова в пользу жертв авиакатастрофы суммарно 400 млн долларов (по 20 млн долларов каждому истцу). Решение было вынесено заочно.
19 июня 2019 года Объединённая следственная группа (JIT) по итогам проведённого расследования официально включила Стрелкова в число подозреваемых в причастности к авиакатастрофе и сообщила о наличии ордера на его арест. 3 февраля 2020 года национальная прокуратура Нидерландов предъявила обвинения Игорю Стрелкову, а сам Стрелков свою вину не признал и заявил, что не намерен давать никаких показаний по этому поводу.
17 ноября 2022 года Окружной суд Гааги признал Игоря Гиркина виновным в крушении самолёта Boeing 777 и приговорил его к пожизненному заключению.

### Арест и суд в России (2023—2024)
Стрелков был задержан сотрудниками российских правоохранительных органов в 11 часов 30 минут утра 21 июля 2023 года. По сообщению его близких, ему предъявили обвинения по части 2 статьи 280 УК РФ (призывы к экстремизму в интернете). По заявлению адвоката, дело против Игоря Стрелкова связано с его двумя публикациями в Telegram-канале. Первый пост — о возможной сдаче Крыма, второй — о невыплате довольствия военным.
Русская служба Би-би-си предположила, что реальной причиной ареста стала жёсткая критика российских властей в ходе вторжения российских войск в Украину, отметив, что интерес к персоне Гиркина возрос на фоне вторжения, и на момент ареста число подписчиков на его телеграм-канал составляло около 875 тысяч.
Предполагалось, что Стрелков останется под арестом до 18 сентября. 12 сентября 2023 года Мещанский суд Москвы по ходатайству следствия продлил срок содержания под стражей до 18 декабря 2023 года. ТАСС сообщает, что 7 декабря Мосгорсуд продлил срок ареста Стрелкова ещё на полгода.
25 января 2024 года Мосгорсуд приговорил Стрелкова к 4 годам лишения свободы в колонии общего режима для бывших сотрудников правоохранительных органов, а также запретил ему администрировать сайты в интернете на 3 года.
29 мая 2024 года Первый апелляционный суд общей юрисдикции оставил приговор без изменений.
6 ноября 2024 года Верховный суд отклонил кассационную жалобу и признал приговор законным.
22 января 2025 года Кирово-Чепецкий районный суд Кировской области отклонил ходатайство Стрелкова об условно-досрочном освобождении.

## Санкции
29 апреля 2014 года Стрелков был включён в санкционные списки Европейского союза, где он числится как действующий офицер российского ГРУ, «причастный к инцидентам в Славянске». Также находится в санкционных списках США, Канады, Японии, Австралии, Швейцарии, Новой Зеландии, Лихтенштейна и Норвегии.

## Награды
Награды Российской Федерации:
- Орден Мужества[137]
- Медаль Суворова[1]
- Медаль «За участие в контртеррористической операции»[1]
- Медаль за «возвращение Крыма» Фонда Святителя Василия Великого[138]
- Национальная премия «Имперская культура» имени Эдуарда Володина (2014)[139]

Награды Донецкой Народной Республики:
- Герой Донецкой Народной Республики[140] (4 ноября 2014 года, «за большой вклад в образование, становление и защиту Донецкой Народной Республики и проявленное при этом мужество и героизм»). Сам Стрелков опровергает факт присвоения ему этого звания[141].
- Орден Святителя Николая Чудотворца II степени[142] (16 августа 2014 года, согласно приказу Министра обороны ДНР В. П. Кононова в воздание заслуг при создании Вооружённых сил ДНР и за блестящую организацию обороны городов Славянска и Донецка[143][144]).

## Публикации
- Игорь Г. Боснийский дневник // Спецназ России. — апрель 1999. — № 4(32).
- Стрелков, И. И. Детектив замка Хэльдиборн. — М. : Переход, 2014. — 436 с. — ISBN 978-5-905060-31-1.
- Стрелков, И. И. Сказки заколдованного замка. — М. : Переход, 2014. — 432 с. — ISBN 978-5-90506-034-2.

Кроме того, автор примерно полутора десятков военно-исторических статей и рассказов военно-мемуарного характера, опубликованных в основном под псевдонимом. Участник круглого стола Независимого военного обозрения по войне в Сирии.

## Оценки и мнения
Как писал в 2014 году историк и политолог, профессор Оттавского университета Пол Робинсон, личность Стрелкова стала культовой в России, где многие видят в нём сочетание военного гения и храброго воина и прогнозируют ему самостоятельное политическое будущее. Сам же Стрелков через месяц после возвращения с Украины заявил на закрытом брифинге в Москве, что не собирается участвовать в выборах, но и возвращаться в зону боевых действий тоже не будет. Он, по его словам, не намерен становиться лидером протестов и поддерживает президента Путина, несмотря на отдельные расхождения.
На Западе Стрелкова, как правило, называли[кто?] агентом российского руководства и спецслужб. По мнению Пола Робинсона, такие утверждения, даже если они соответствовали действительности, затушёвывали тот факт, что Стрелков и его окружение руководствовались собственной программой, одним из пунктов которой стала антисоветская идея «непримиримости». По мнению информационного агентства Reuters, «для многих в Донецкой области армия Стрелкова — это защита от тех, в ком они видят украинских националистов, посланных покорить русскоязычное население», а для Украины — «живое доказательство того, что за восстанием на востоке Украины стоит Москва, пытающаяся повторить там сценарий Крыма».
Согласно опросу Левада-Центра, проведённому весной 2015 года, Игоря Стрелкова знают 27 % россиян, отношение которых распределилось следующим образом: 29 % — восхищение или симпатия, 26 % — нейтральное, безразличное, 4 % — насторожённое, выжидательное, 2 % — антипатия или отвращение, 26 % не могут сказать о нём «ничего плохого» и 3 % — «ничего хорошего».
В 2021 году рэп-исполнитель Oxxxymiron выпустил альбом «Красота и уродство» с песней «Эминем», в которой он упоминает Стрелкова (Гиркина): «Не зарекайся от сумы, если это „Биркин“. И от тюрьмы, если Гиркин».

## Семья
Жена — Мирослава Регинская. Бывшая жена — Вера Никитина, двое общих детей.

## Интервью
- Эксклюзив «КП»: Сегодня открыл лицо командующий отрядом самообороны Славянска Игорь Стрелков. видеоинтервью. Комсомольская правда (26 апреля 2014). Дата обращения: 2 декабря 2014.
- Проханов А. А. «Кто ты, „Стрелок“?» // Завтра : газета. — 2014-11-20. — № 47 (1096).
- Зыкин Д. Игорь Стрелков: «Николай II — один из величайших и при этом самый оболганный царь России». интервью. KM.RU (30 ноября 2014). Дата обращения: 2 декабря 2014.
- Чаленко А. Стрелков без купюр. Интервью с командиром. интервью. Сайт «Политнавигатор» (1 декабря 2014). Дата обращения: 1 декабря 2014.
- Гиркин: «Мы насильно сгоняли депутатов Крыма голосовать за референдум по отделению от Украины». «Нейромир-ТВ» (23 января 2015). Дата обращения: 14 марта 2015.
- «Свести» с Игорем Стрелковым. Новосибирский телевизионный канал «Свести» (30 января 2015). Дата обращения: 14 марта 2015.
- Пучков Д. Ю.. Разведопрос: Игорь Иванович Стрелков. Oper.ru (20 мая 2015). Дата обращения: 12 мая 2015.